# Vera (Hiszpania)
Vera – gmina w Hiszpanii, w prowincji Almería, w Andaluzji, o powierzchni 58,02 km². W 2011 roku gmina liczyła 15 010 mieszkańców.Do 2023 roku w Verze organizowany był festiwal Dreambeach, który od 2024 roku obdywa się w stolicy prowincji, miejscowości Almería.